# ACM Computing Classification System
Das ACM Computing Classification System ist eine von der Association for Computing Machinery (ACM) entwickelte und gepflegte Klassifikation für die Informatik.
Sie ist, was sowohl Zielsetzung, als auch grundlegende Struktur und Umfang der Klassifikation betrifft, in etwa vergleichbar mit der Mathematics Subject Classification (MSC), dem Pendant der Mathematik. Das System ist primär in eine 3-Level-Hierarchie untergliedert, wobei jede Kategorie durch einen Großbuchstaben (A–K) und einer darauffolgenden Nummerierung identifiziert wird. Es existiert ein weiterer, schlüsseloser Level, welcher die der jeweiligen Kategorie zugeordneten Fachgebiete auflistet. Die erste Version der Klassifikation erschien im Jahr 1964. Es folgten Überarbeitungen in den Jahren 1982, 1983, 1987, 1991, 1998 und 2012.
Zurzeit gibt es keine aktuelle deutsche Übersetzung der Klassifikation. Da alle Kategorien der Klassifikation durch einen eindeutigen Schlüssel identifiziert werden können, ist eine Übersetzung für eine Einordnung von Artikeln zur Kategorie nicht notwendig.